# Bertha Rojas López
Bertha Rojas López (Ahuac; 19 de abril de 1948) es una profesora universitaria peruana de literatura en español, escritora y autora de literatura infantil.

## Biografía
Nació en Ahuac en la provincia de Chupaca en una familia de campesinos el 19 de abril de 1948. Es la segunda de cinco hermanos y la única mujer de ellos. Sus padres fueron Eleazar Rojas e Isolina López. Empezó a escribir desde niña y obtuvo sus primeros premios literarios. Fue al Colegio Nuestra Señora del Rosario de los Franciscanos en Huancayo. Después estudió lengua española y literatura en español en la Universidad Nacional del Centro del Perú (UNCP) en la misma ciudad. Por su cuento cosmogónico Aparición de la laguna de Ñahuinpuquio en 1972 ganó el premio del concurso Los Juegos Florales organizado por el Sistema Nacional de Apoyo a la Movilización Social (SINAMOS) del Gobierno Revolucionario de la Fuerza Armada de Juan Velasco Alvarado. En el concurso literario del Ministerio de Educación del Perú en 1980 alcanzó el primer puesto por su cuento Mamacha Cocharcas (sobre la Virgen de Cocharcas).
El 8 de junio de 1990, durante la época del terrorismo en el Perú, Jaime Cerrón Palomino, el esposo de Bertha Rojas López, y su chofer Armando Tapia fueron secuestrados por hombres uniformados – según testimonios, paramilitares – cuando salían de la casa de la familia de Cerrón. Después fueron torturados y asesinados. El 19 de junio de 1990, sus cuerpos mutilados fueron encontrados. Este crimen que ocurrió durante el primer gobierno de Alan García, miembro del APRA, hasta hoy no ha sido esclarecido. Bertha Rojas López testimonió posteriormente ante la Comisión de la Verdad y Reconciliación sobre el crimen contra Jaime Cerrón.
En 1990 Bertha Rojas fue a La Habana (Cuba) con una beca para especializarse en literatura infantil en el Instituto Superior Pedagógico Enrique José Varona. Obtuvo una beca del Ministerio de Educación del Perú en 1991 para lograr la maestría en Didáctica Universitaria en la Escuela de Posgrado de la UNCP en Huancayo. En 2000 hizo una maestría en educación intercultural bilingüe (EIB) en la Universidad Mayor de San Simón en Cochabamba (Bolivia) con una beca internacional de PROEIB Andes. Se doctoró en ciencias de la educación en la Universidad Nacional de Educación Enrique Guzmán y Valle ("La Cantuta"). En 1993 participó con su cuento Rumicha en el concurso internacional de la Casa de las Américas en Cuba. Desde 1993 trabajó como catedrática en la UNCP.
En 2013 recibió la condecoración doctor honoris causa por la Universidad de Goias Formosa Brasil.

## Política
Así como sus tres hijos, Bertha Rojas López es militante del partido izquierdista Perú Libre.

## Familia
Contrajo matrimonio con el filósofo marxista Jaime Cerrón Palomino (1937-1990), del cual tuvo tres hijos. Los tres son marxistas y militantes del partido Perú Libre. Vladimir es neurocirujano y fundador del partido y su secretario general. Waldemar es pedagogo y fue elegido en 2021 congresista de la república por Junín, en donde es portavoz de la bancada parlamentaria. Fritz Elías, por su parte, es administrador de empresas y trabaja para el Ejército Peruano.

## Controversias

### Investigación por lavado de activos
Bertha Rojas López, junto con sus tres hijos Vladimir, Waldemar y Fritz, son investigados por lavado de activos en el departamento de Junín.

## Obras
- 1972: Aparición de la laguna de Ñahuinpuquio
- 1980: Mamacha Cocharcas
- 1993: Rumicha. Ediciones RUMI, Huancayo
- 1996: Brumas Infantiles. Ediciones RUMI, Huancayo
- 1997: Literatura Popular. Ediciones RUMI, Huancayo
- 1999: El Halcón y gorrión. Ediciones RUMI, Huancayo
- 2000: Nino y el Monstruo (1ª ed.). Ediciones RUMI, Huancayo, ISBN 978-612-00-1954-2
- 2007: Pichón sin nido

### Con Waldemar José Cerrón Rojas
- 2015: Nino y el Monstruo (2ª ed.). Ediciones RUMI, Huancayo, ISBN 9786120019542
- 2012: Mis Ecofábulas. Ediciones RUMI, Huancayo, ISBN 978-612-000914-7